# Skytte vid europeiska spelen 2019
Sportskytte vid europeiska spelen 2019 avgjordes mellan 22 och 28 juni 2019. Under tävlingarna delades det ut medaljer i 19 stycken grenar. Runt 330 idrottare deltog i tävlingarna som avgjordes i pistol, gevär och lerduveskytte.
Vinnarna i de 12 individuella tävlingarna kvalificerade sig för Olympiska sommarspelen 2020.

## Medaljsummering
Herrar
| Gren                      | Guld                   | Silver                      | Brons                    |
| 10 m luftgevär            | Sergej Richter (ISR)   | Sergej Kamenskij (RUS)      | Filip Nepejchal (CZE)    |
| 50 m gevär tre positioner | Sergej Kamenskij (RUS) | Jurij Sjtjerbatsevitj (BLR) | István Péni (HUN)        |
| 10 m luftpistol           | Artem Tjernousov (RUS) | Oleh Omeltjuk (UKR)         | Lauris Strautmanis (LAT) |
| 25 m pistol               | Oliver Geis (GER)      | Jean Quiquampoix (FRA)      | Clément Bessaguet (FRA)  |
| Trap                      | David Kostelecký (CZE) | Valerio Grazini (ITA)       | Aaron Heading (GBR)      |
| Skeet                     | Stefan Nilsson (SWE)   | Tomáš Nýdrle (CZE)          | Gabriele Rossetti (ITA)  |

Damer
| Gren                      | Guld                       | Silver                      | Brons                   |
| 10 m luftgevär            | Laura-Georgeta Coman (ROU) | Nina Christen (SUI)         | Nikola Mazurová (CZE)   |
| 50 m gevär tre positioner | Julija Zykova (RUS)        | Nikola Mazurová (CZE)       | Polina Chorosjeva (RUS) |
| 10 m luftpistol           | Zorana Arunović (SRB)      | Anna Korakaki (GRE)         | Antoaneta Boneva (BUL)  |
| 25 m pistol               | Anna Korakaki (GRE)        | Heidi Diethelm Gerber (SUI) | Antoaneta Boneva (BUL)  |
| Trap                      | Silvana Stanco (ITA)       | Jessica Rossi (ITA)         | Fátima Gálvez (ESP)     |
| Skeet                     | Diana Bacosi (ITA)         | Lucie Anastassiou (FRA)     | Chiara Cainero (ITA)    |

Mixlag
| Gren                      | Guld                                             | Silver                                             | Brons                                        |
| 10 m luftgevär            | Ryssland Sergej Kamenskij Julija Karimova        | Ryssland Vladimir Maslennikov Anastasija Galasjina | Tjeckien Filip Nepejchal Aneta Brabcová      |
| 50 m gevär tre positioner | Schweiz Jan Lochbihler Nina Christen             | Österrike Bernhard Pickl Franziska Peer            | Ryssland Kirill Grigorjan Polina Chorosjeva  |
| 10 m luftpistol           | Ryssland Artem Tjernousov Vitalina Batsarasjkina | Serbien Damir Mikec Zorana Arunović                | Tyskland Christian Reitz Sandra Reitz        |
| 25 m pistol               | Tyskland Oliver Geis Doreen Vennekamp            | Tyskland Christian Reitz Monika Karsch             | Ukraina Olena Kostevytj Pavlo Korostylov     |
| 50 m pistol               | Ryssland Artem Tjernousov Margarita Lomova       | Lettland Lauris Strautmanis Agate Rašmane          | Georgien Tsotne Machavariani Nino Salukvadze |
| Trap                      | Spanien Antonio Bailón Fátima Gálvez             | Italien Giovanni Pellielo Jessica Rossi            | Ryssland Aleksej Alipov Daria Semianova      |
| Skeet                     | Italien Gabriele Rossetti Chiara Cainero         | Italien Riccardo Filippelli Diana Bacosi           | Tjeckien Jakub Tomeček Barbora Šumová        |

## Medaljtabell
| Pl.    | Nation         | Guld | Silver | Brons | Totalt |
| ------ | -------------- | ---- | ------ | ----- | ------ |
| 1      | Ryssland       | 6    | 2      | 3     | 11     |
| 2      | Italien        | 3    | 4      | 2     | 9      |
| 3      | Tyskland       | 2    | 1      | 1     | 4      |
| 4      | Tjeckien       | 1    | 2      | 4     | 7      |
| 5      | Schweiz        | 1    | 2      | 0     | 3      |
| 6      | Grekland       | 1    | 1      | 0     | 2      |
| 6      | Serbien        | 1    | 1      | 0     | 2      |
| 8      | Spanien        | 1    | 0      | 1     | 2      |
| 9      | Israel         | 1    | 0      | 0     | 1      |
| 9      | Rumänien       | 1    | 0      | 0     | 1      |
| 9      | Sverige        | 1    | 0      | 0     | 1      |
| 12     | Frankrike      | 0    | 2      | 1     | 3      |
| 13     | Lettland       | 0    | 1      | 1     | 2      |
| 13     | Ukraina        | 0    | 1      | 1     | 2      |
| 15     | Österrike      | 0    | 1      | 0     | 1      |
| 15     | Vitryssland    | 0    | 1      | 0     | 1      |
| 17     | Bulgarien      | 0    | 0      | 2     | 2      |
| 18     | Georgien       | 0    | 0      | 1     | 1      |
| 18     | Storbritannien | 0    | 0      | 1     | 1      |
| 18     | Ungern         | 0    | 0      | 1     | 1      |
| Totalt | Totalt         | 19   | 19     | 19    | 57     |